# The C Programming Language
The C Programming Language er en kendt og meget benyttet bog for alle C-programmører. Udgivet af Dennis Ritchie og Brian Kernighan i 1978 blev bogen hurtigt en central reference i UNIX-miljøet. Bogen omtales ofte som K&R efter sine forfattere.
Med sin kortfattede og præcise stil med vægt på enkle eksempler og god programmering har bogen dannet skole for, hvordan et programmeringssprog introduceres. Bogens indledende Hello, World!-eksempel er således eftergjort i utallige programmeringssprog.
K&R blev i 1988 udgivet i en revideret udgave, der tager højde for ANSI-standardiseringen af C.
En dansk oversættelse kom i 1989 ved Jørgen Floes.

## Eksterne adresser
- Bogens hjemmeside Arkiveret 6. november 2008 hos  Wayback Machine hos Bell Labs